# Siemens Combino

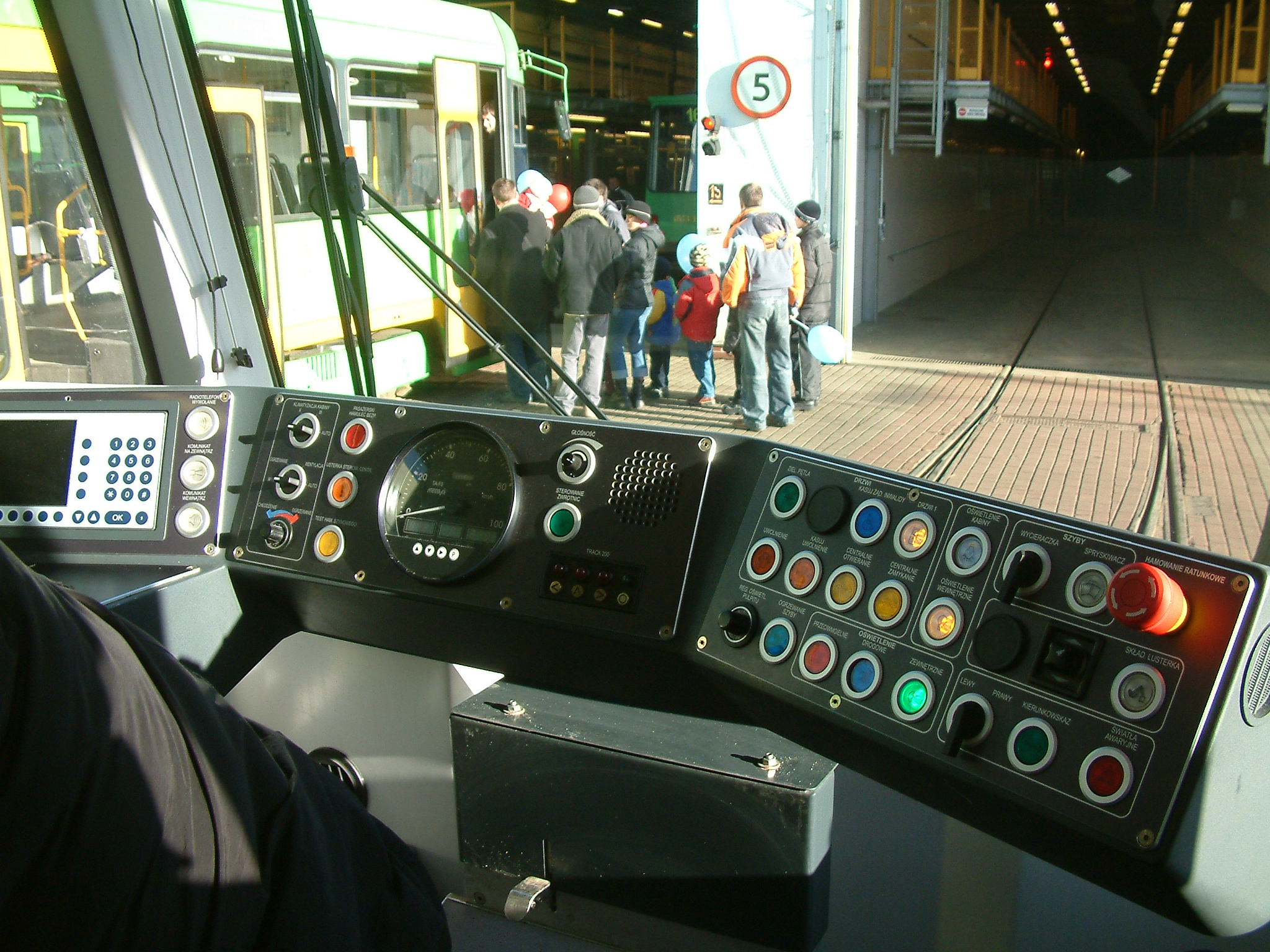
Pulpit motorniczego

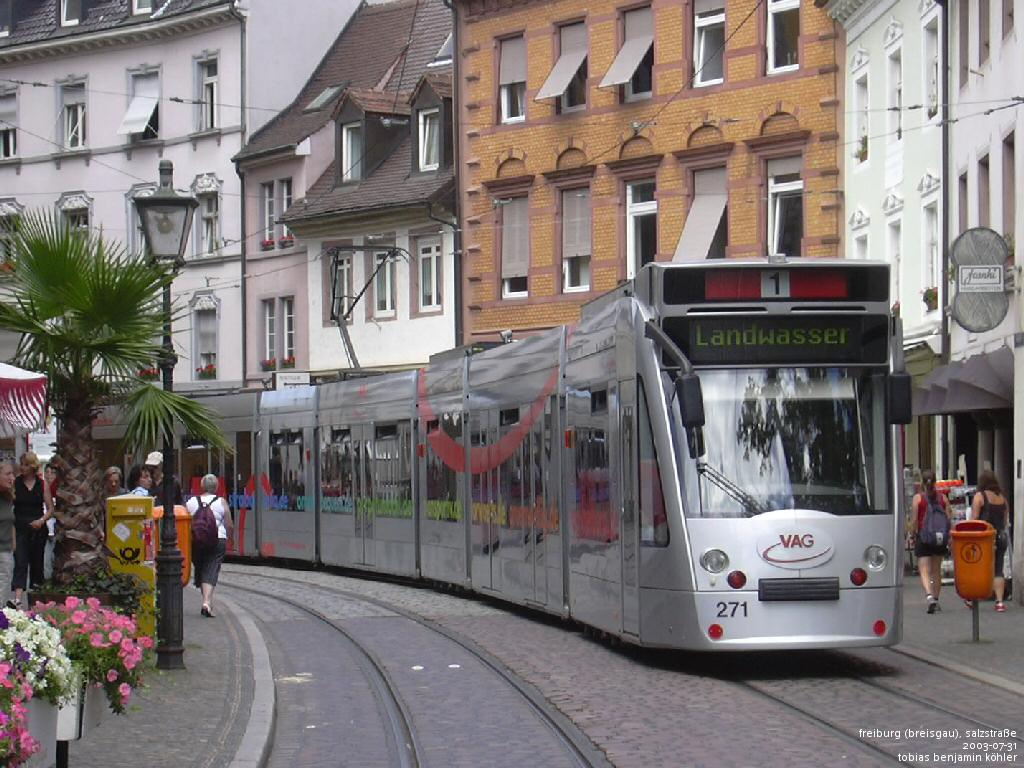
Combino w niemieckim Freiburgu

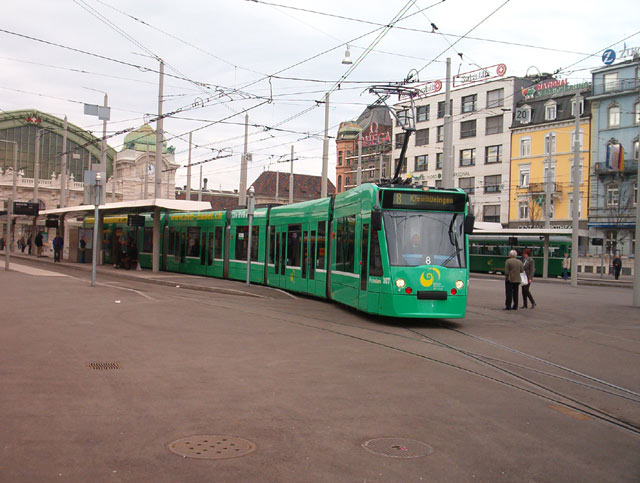
Combino w szwajcarskiej Bazylei na przystanku Centralbahnplatz – najdłuższa wersja

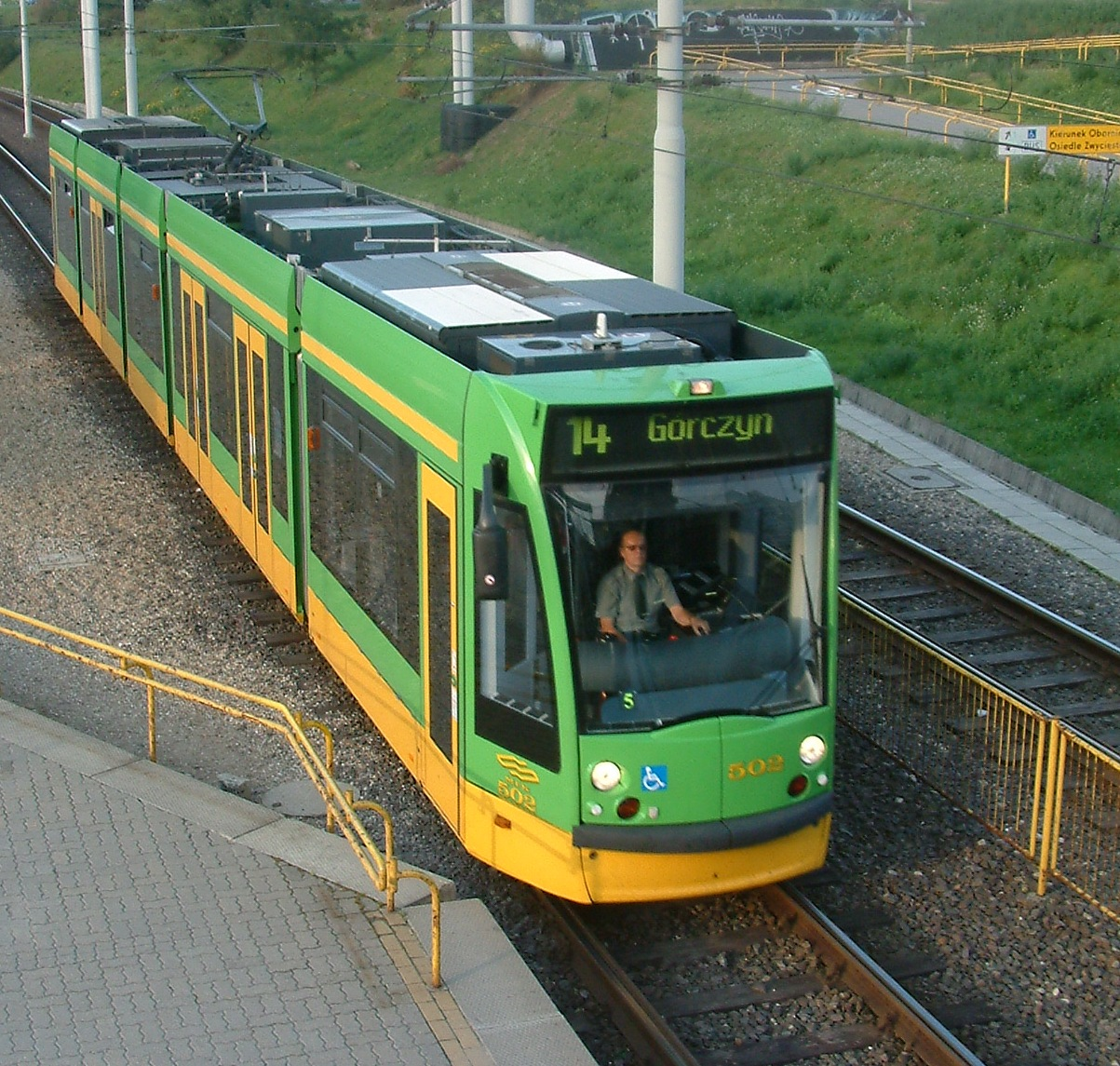
Combino na trasie PST

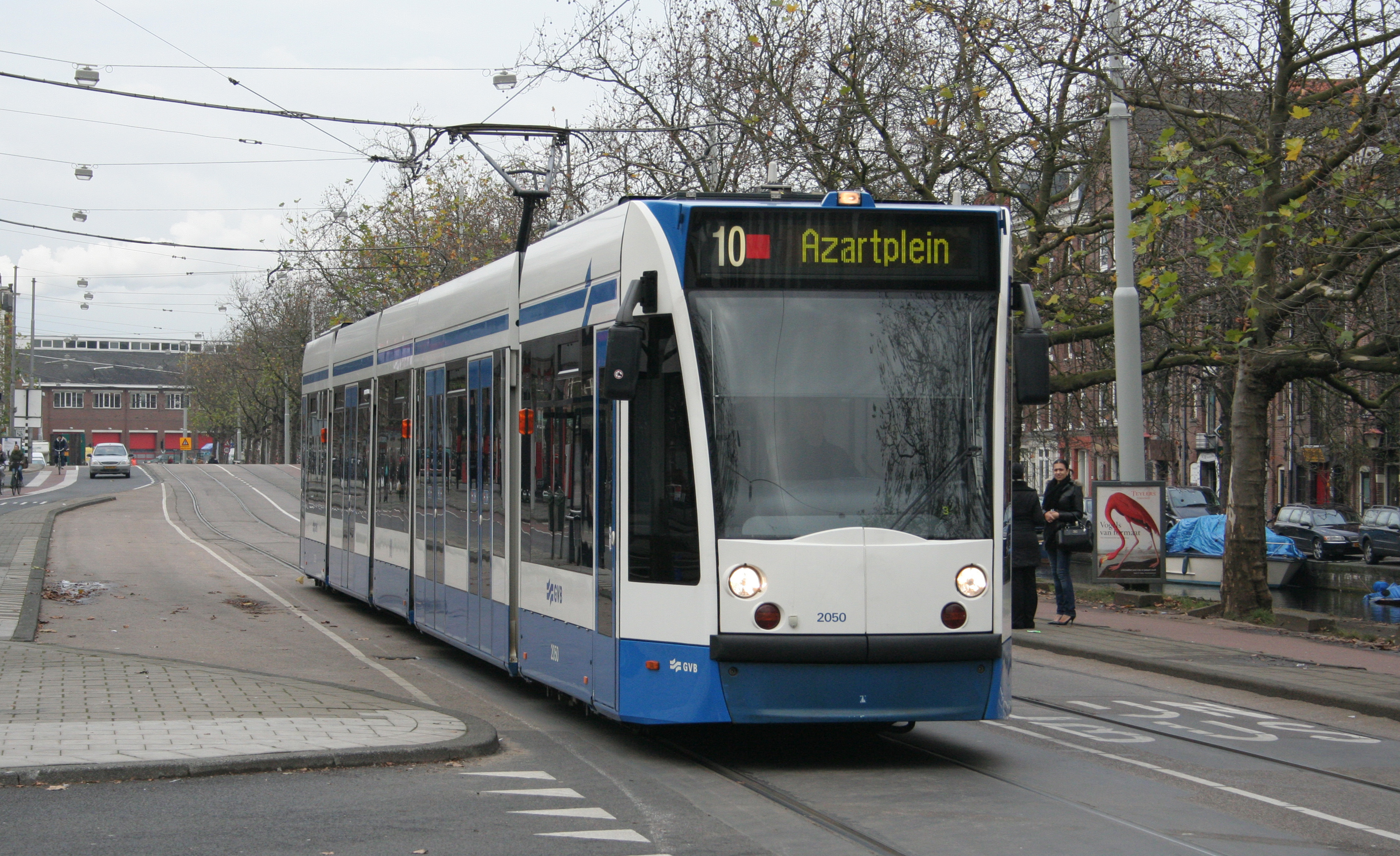
Combino – wersja amsterdamska (identyczna z poznańską)

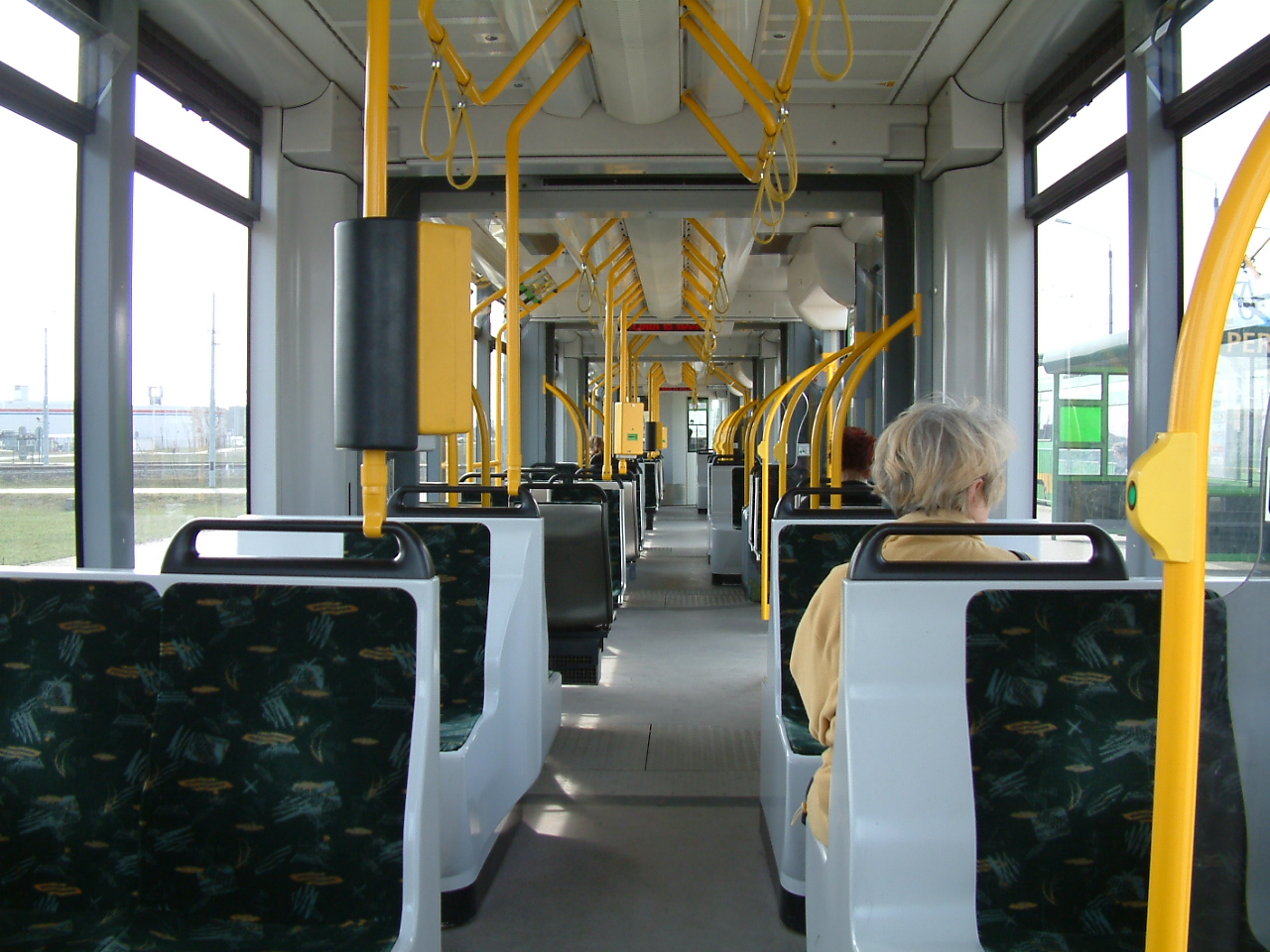
Wnętrze wagonu stojącego na pętli Os. Sobieskiego w Poznaniu

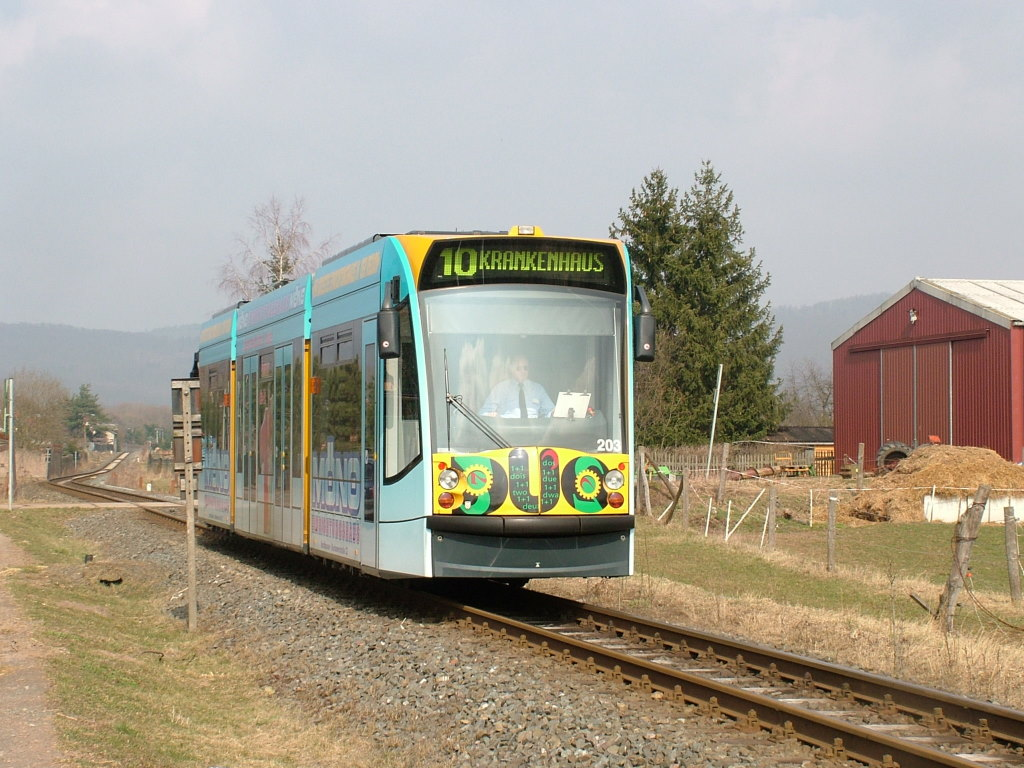
Combino w Nordhausen – wersja z silnikiem Diesla

Siemens Combino, Combino – typ, a także nazwa serii tramwajów całkowicie niskopodłogowych, tzn. posiadającego obniżoną podłogę (dzięki czemu łatwiej do tramwaju wsiadać i z niego wysiadać osobom starszym i niepełnosprawnym) na całej długości wagonu. Zaprojektowany i wykonany w fabryce w Krefeld-Uerdingen przez niemieckie przedsiębiorstwo Siemens Mobility w 1996 roku.

## Historia
Po połączeniu się firmy Siemens AG w roku 1989 z innym bardzo znanym producentem pojazdów szynowych (w szczególności tramwajów), firmą DUEWAG AG, w 1994 roku postawiono sobie za zadanie skonstruować w całości niskopodłogowy tramwaj w klasie ULF. Projekt ten nazwano NF-100 (niem. 100%-Niederflurstrassenbahn – tramwaj w 100% niskopodłogowy). W 1996 udało się ten projekt zrealizować. Jego owocem stał się tramwaj Siemens Combino. Krótko po oficjalnej prezentacji zostały przeprowadzone jazdy próbne nowego pojazdu w wielu miastach europejskich. Skuteczna reklama, ultranowoczesna technika oraz całkowicie niska podłoga spowodowały, iż produkt ten stał się coraz bardziej popularny nie tylko w Niemczech. Nowością na rynku tramwajowym zainteresowały się liczne przedsiębiorstwa komunikacyjne. Obecnie tramwaj w wersji Combino Classic, czyli w pierwszej wersji, jaka została wyprodukowana, można zobaczyć w Amsterdamie, Augsburgu, Bazylei, Bernie, Budapeszcie, Erfurcie, Hiroszimie, Melbourne, Nordhausen, Poznaniu, Ulm i w Poczdamie. W wyniku dalszych prac i konkretnych zamówień dla innych miast, powstało wiele modyfikacji, które zostały oznaczone w inny sposób, jednak są produkowane jako seria Combino: NF8, NF8U czy NF10. Dla Nordhausen wyprodukowano również 3 tramwaje dwukierunkowe, oznaczone jako Combino ZR.

## Combino na świecie
| Miasto / Państwa     | Przedsiębiorstwo                                                | Typ             | Rok produkcji | Liczba |
| -------------------- | --------------------------------------------------------------- | --------------- | ------------- | ------ |
| Almada, Portugalia   | Metro Sul do Tejo (MST)                                         | Combino Plus    | 2005-2007     | 24     |
| Amsterdam, Holandia  | Gemeentevervoerbedrijf (GVB)                                    | Combino Classic | 2005          | 155    |
| Augsburg, Niemcy     | Stadtwerke Augsburg Verkehrsgesellschaft                        | Combino Classic | 2004          | 41     |
| Bazylea, Szwajcaria  | Basler Verkehrs-Betriebe BVB                                    | Combino Classic | 2002          | 28     |
| Berno, Szwajcaria    | Bernmobil                                                       | Combino Classic | 2003          | 15     |
| Berno, Szwajcaria    | Bernmobil                                                       | Combino Classic | 2009-2010     | 21     |
| Budapeszt, Węgry     | Budapesti Közlekedési Részvénytársaság                          | Combino Plus    | 2006-2007     | 40     |
| Düsseldorf, Niemcy   | Rheinbahn AG                                                    | NF8             | 2003          | 15     |
| Düsseldorf, Niemcy   | Rheinbahn AG                                                    | NF8U            | 2006-2012     | 76     |
| Düsseldorf, Niemcy   | Rheinbahn AG                                                    | NF10            | 2000-2002     | 36     |
| Erfurt, Niemcy       | Erfurter Verkehrsbetriebe AG                                    | Combino Classic | 2000-2005     | 37     |
| Erfurt, Niemcy       | Erfurter Verkehrsbetriebe AG                                    | Combino Classic | 2002-2011     | 17     |
| Freiburg, Niemcy     | Freiburger Verkehrs AG (FVAG)                                   | Combino Classic | 2003          | 18     |
| Hiroszima, Japonia   | Hiroshima Dentetsu                                              |                 | 2002          | 12     |
| Kaohsiung, Chiny     |                                                                 | Combino Classic |               |        |
| Melbourne, Australia | Yarra Trams                                                     | Combino Classic | 2003          | 59     |
| Nordhausen, Niemcy   | Stadtwerke Nordhausen Verkehrs- und Stadtreinigungsbetrieb GmbH | Combino Classic | 2002          | 4      |
| Nordhausen, Niemcy   | Stadtwerke Nordhausen Verkehrs- und Stadtreinigungsbetrieb GmbH | Combnino ZR     | 2002          | 3      |
| Nordhausen, Niemcy   | Stadtwerke Nordhausen Verkehrs- und Stadtreinigungsbetrieb GmbH | Combino duo     | 2004          | 3      |
| Poznań, Polska       | Miejskie Przedsiębiorstwo Komunikacyjne w Poznaniu Sp. z o.o.   | Combino Classic | 2003-2004     | 14     |
| Poczdam, Niemcy      | Verkehrsbetrieb Potsdam GmbH                                    | Combino Classic | 1998-2001     | 17     |
| Ulm                  | Stadtwerke Ulm Verkehr GmbH                                     | Combino Classic | 2003          | 9      |

## Technika
Wagon Combino został zaprojektowany w formie modułowej, tzn. w każdej chwili można dokonać jego rozbudowy, dokładając bądź odejmując moduł. Dzięki temu Combino dostępny jest w wersjach o różnej długości, dopasowanej do potrzeb danego przedsiębiorstwa. W produkcji jest 7 wersji: od 18 metrowej do 42 metrowej. Zaletą takiej budowy jest również możliwość wykorzystania tramwaju jako pojazdu wahadłowego (dwukierunkowego). Oprócz wersji elektrycznych, dostępna jest wersja DuoCombino (z silnikiem Diesla). Combino posiada innowacyjne rozwiązania m.in. w zakresie budowy wózka. Koła tramwaju nie są połączone ze sobą osiami (jak w innych pojazdach szynowych), dzięki czemu można maksymalnie obniżyć podwozie wagonu. Nadwozie wykonane jest w całości z aluminium, a w połączeniach wykorzystano tzw. alugripy. Wszystkie wagony posiadają system informacji pasażerskiej, zaprojektowany przez niemiecką firmę Annax. O wszelkich usterkach wagonu informuje motorniczego specjalny komputer.

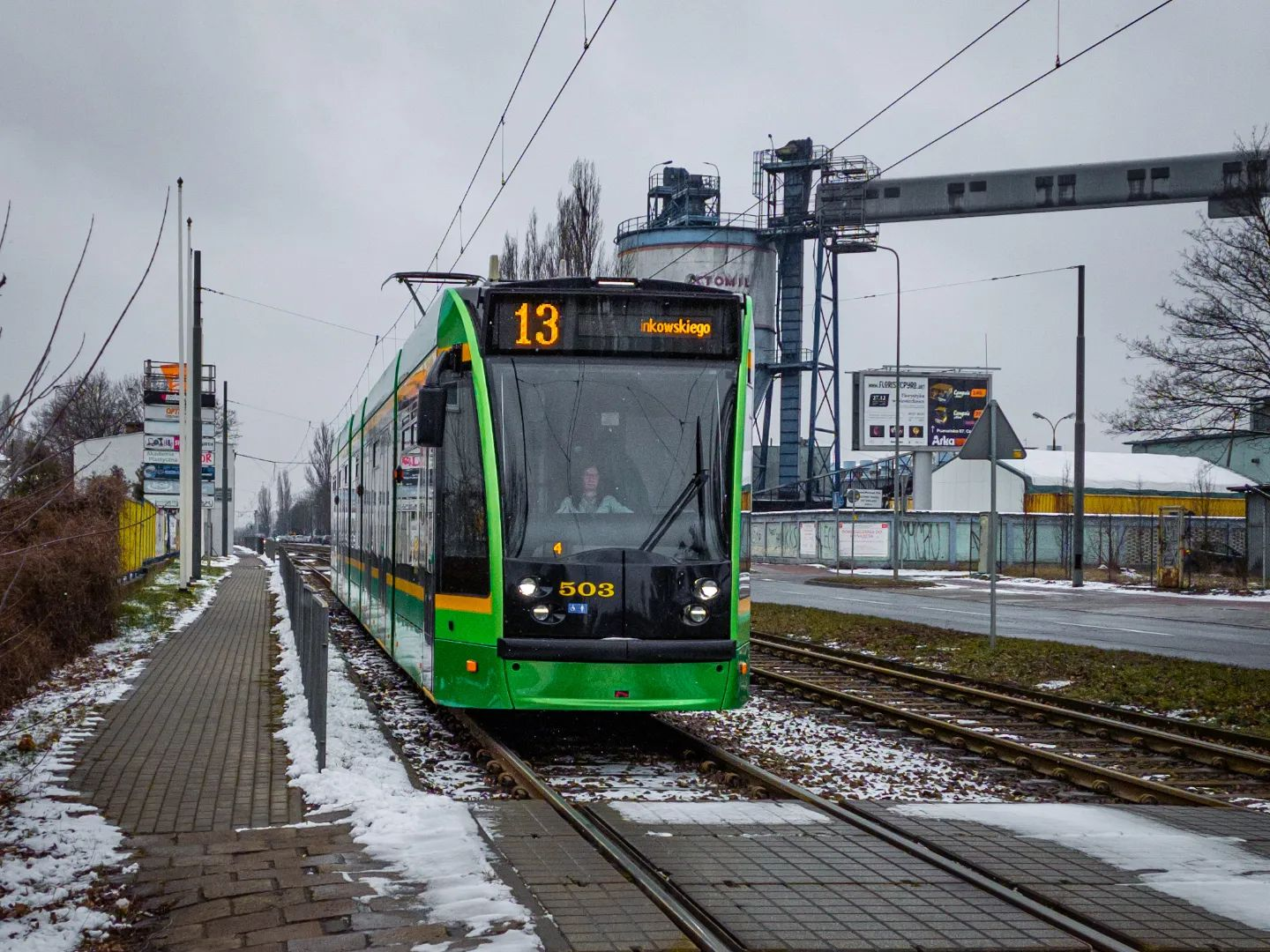
Poznański tramwaj Siemens Combino po modernizacji przez SAATZ.

## Problemy
12 marca 2004 Siemens AG poinformował wszystkie przedsiębiorstwa komunikacyjne, posiadające model Combino, o ukrytej wadzie konstrukcyjnej pojazdu. Według danych producenta we wszystkich pojazdach z przebiegiem większym niż 120 000 km mogą wystąpić pęknięcia na elementach mocowania dachu do ścian. Wada ta może spowodować osłabienie konstrukcji, co jest niebezpieczne podczas ewentualnego wypadku. Siemens AG podjął się natychmiastowej naprawy wadliwych pojazdów. Zaplanowano dwustopniową fazę przebudowy pojazdu, w tym wzmacnianie elementów mocowania dachu, które ma wyeliminować wszelkie ryzyko. Cała operacja zakończyła się pomyślnie w 2007 roku.

## Combino w Poznaniu
Wraz z rozwojem miasta i wzrostem zapotrzebowania na nowe tramwaje miasto Poznań w 2002 roku ogłosiło przetarg na nowe wagony niskopodłogowe. Wygrał je niemiecki koncern Siemens ze swoją ofertą. Poznań zamówił 14 niskopodłogowych pojazdów. Pierwsze wagony trafiły do miasta pod koniec 2003 roku. Wersja poznańska ma 5 członów, 30 metrów długości, 3 pary podwójnych i 2 pojedynczych drzwi, 3 wózki (2 napędowe, 1 toczny), 57 miejsc siedzących i 115 stojących (wersja identyczna z amsterdamską). Ze względu na wykrytą wadę konstrukcyjną, do października 2005 tylko część pojazdów kursowała po mieście (reszta nie miała odbioru technicznego). Po zawarciu ugody poznański przewoźnik zobowiązał się zapłacić firmie Siemens AG 31% pozostałej kwoty po naprawie wszystkich 14 pojazdów. Tramwaj należy do grupy najmniej awaryjnych wagonów miasta Poznań.

## Przyszłość Combino
W związku z wadliwą konstrukcją Siemens zdecydował się na modyfikację wagonu. Niewytrzymałe alugripy i aluminiową konstrukcję zastąpiono stalowymi elementami. Nowy model, Combino Plus, został dostarczony do Budapesztu (40 szt.) oraz portugalskiej Almady (24 szt.). Wersja oparta na starej konstrukcji, lecz ze zmodernizowanym już pudłem, pozostanie nadal w produkcji. W latach 2009–2010 dostarczono 21 sztuk Combino w wersji Classic do szwajcarskiego Berna.